# Montivilliers
Montivilliers è un comune francese di 16 708 abitanti situato nel dipartimento della Senna Marittima nella regione della Normandia.
Di un certo interesse la chiesa di St-Sauveur, in forme romaniche, eretta nel XII secolo ma ampliata successivamente (XV secolo). Il portale dell'edificio è ancora quello originale, di età medievale.

## Società

### Evoluzione demografica
Abitanti censiti